# Carex pseudodispalata
Carex pseudodispalata är en halvgräsart som beskrevs av Kun Tsun Fu. Carex pseudodispalata ingår i släktet starrar, och familjen halvgräs. Inga underarter finns listade i Catalogue of Life.